# Neil Gehrels
Neil Gehrels là nhà Vật lý thiên văn người Mỹ chuyên về Thiên văn học tia Gamma.

## Cuộc đời và Sự nghiệp
Ông đậu bằng cử nhân vật lý và âm nhạc ở Đại học Arizona năm 1976 và bằng tiến sĩ vật lý năm 1982 ở Học viện Công nghệ California.
Ông là nhà nghiên cứu chính của Swift Gamma-Ray Burst Mission, nhà khoa học dự án của đài thiên văn Compton (1991-2000), nhà khoa học của Mission INTEGRAL, nhà khoa học phó dự án Fermi mission và nhà khoa học dự án JDEM. Ông cũng là giáo sư phụ tá thiên văn học ở Đại học Maryland, giáo sư phụ tá thiên văn học và vật lý thiên văn ở Penn State. Hiện nay ông là Trưởng phòng thí nghiệm Vật lý hạt Thiên văn (Astroparticle Physics Laboratory) thuộc Trung tâm bay không gian Goddard của NASA.

## Gia đình
Ông kết hôn với Ellen Williams - giáo sư vật lý ở Đại học Maryland. Họ có hai người con: Tommy (sinh năm 1987) và Emily (sinh năm 1990).

## Giải thưởng và Vinh dự
- 2009, Giải George W. Goddard
- 2009, Huy chương Henry Draper
- 2008, Viện sĩ Viện Hàn lâm Khoa học và Nghệ thuật Hoa Kỳ
- 2007, Giải Bruno Rossi
- 2005, Huy chương thành tựu khoa học đặc biệt của NASA
- 2000, Giải Randolph Lovelace